# Krvni sladkor
Kŕvni sládkor pomeni glukozo, ki je v krvi, izraz pa se lahko nanaša tudi na njeno koncentracijo oziroma raven.

## Uravnavanje krvnega sladkorja
Raven krvnega sladkorja nadzira sistem povratnih zank, ki povezuje jetra, mišice in maščevje ter pankreasne otočke v trebušni slinavki. Za telo je pomembno, da se vzdržuje ustrezna koncentracija glukoze v krvi, ki je pomemben vir presnovne energije. Zlasti je to pomembno za možgane, ki jim glukoza predstavlja edini vir energije. Telo dobiva glukozo neposredno iz zaužite hrane ali pa iz zalog v obliki glikogena in maščob. Med stradanjem mora telo mobilizirati svoje zaloge, da se vzdržuje raven glukoze v krvi.
Za uravnavanje glukoze v krvi sta pomembna predvsem dva hormona, insulin in glukagon. Insulin je edini hormon v telesu, ki zna glukozo v krvi znižati. Izločajo ga celice beta pankreasnih otočkov, glavni dražljaj za njegovo izločanje pa je ravno koncentracija glukoze v krvi. Raven glukoze v krvi znižuje tako, da povzroči povečan privzem glukoze v mišične in maščobne celice, pospeši pretvorbo glukoze v glikogen ter zavira glukoneogenezo in pretvorbo glikogena nazaj v glukozo (glikogenolizo). Glukagon nasprotuje učinku insulina in poviša krvno raven glukoze, saj pospešuje glikogenolizo in glukoneogenezo. Poleg glukagona zvišujejo koncentracijo glukoze v krvi še kateholamini, glukokortikoidi in rastni hormon.

## Normalne vrednosti
Normalna raven glukoze v krvi je med 4,0 in 6,1 mmol/l na tešče ter do 7,8 mmol/l po jedi. Pri zdravem človeku je nihanje ravni glukoze v krvi zelo majhno.

## Hipoglikemija
Hipoglikemija po definiciji pomeni padec ravni glukoze pod 4,0 mmol/1, značilne znake hipoglikemije in izboljšanje počutja po zaužitju ogljikovih hidratov. Klinično je najbolj pomembna hipoglikemija z ravnijo glukoze, nižjo od 3,5 mmol/1. Ob hipoglikemiji se v telesu pričnejo sproščati protiregulatorni hormoni, kot so adrenalin, glukagon, rastni hormon in kortizol, ki s svojim delovanjem glukozo v krvi ponovno zvišajo v normalno območje. Pri zdravem človeku jim to tudi uspeva in tak človek večinoma sploh ne ve, da mu je glukoza v krvi padla − morda le občuti blago lakoto ter slabše razpoloženje.

## Hiperglikemija
Hiperglikemija je zvišana koncentracija glukoze v krvi. Stanje kronične hiperglikemije je sladkorna bolezen, ki nastane zaradi pomanjkanja insulina ali odpornosti proti njegovemu delovanju. Posledica je motnja presnove ogljikovih hidratov, maščob in beljakovin, ki povzroča trajne okvare malih žil, ledvic in oči, velikih žil v obliki ateroskleroze ter drugih tkiv ali organskih sistemov. Če ta osnovna presnovna motnja traja dlje, nastanejo številne težave aterosklerotičnega tipa.